# Mjini (Songea)
Mjini (auch Songea Mjini, übersetzt „Songea Stadt“) ist ein Verwaltungsbezirk (Ward) des Distrikts Songea (MC) in der tansanischen Region Ruvuma.

## Geografie
Mjini liegt im Südwesten von Tansania. Er ist der zentrale Bezirk der Regionshauptstadt Songea und grenzt im Norden in einem Punkt an Msamala, im Nordosten an SeedFarm, im Südosten an Ndilimalitembo, im Süden an Mateka und im Westen an Majengo, Mfaranyaki, Misufini und Bombambili. Bei der Volkszählung 2022 lebten 7419 Menschen in 2127 Haushalten auf einer Fläche von 4 Quadratkilometern.

## Gliederung
Der Bezirk besteht aus vier Stadtteilen (Mtaa):

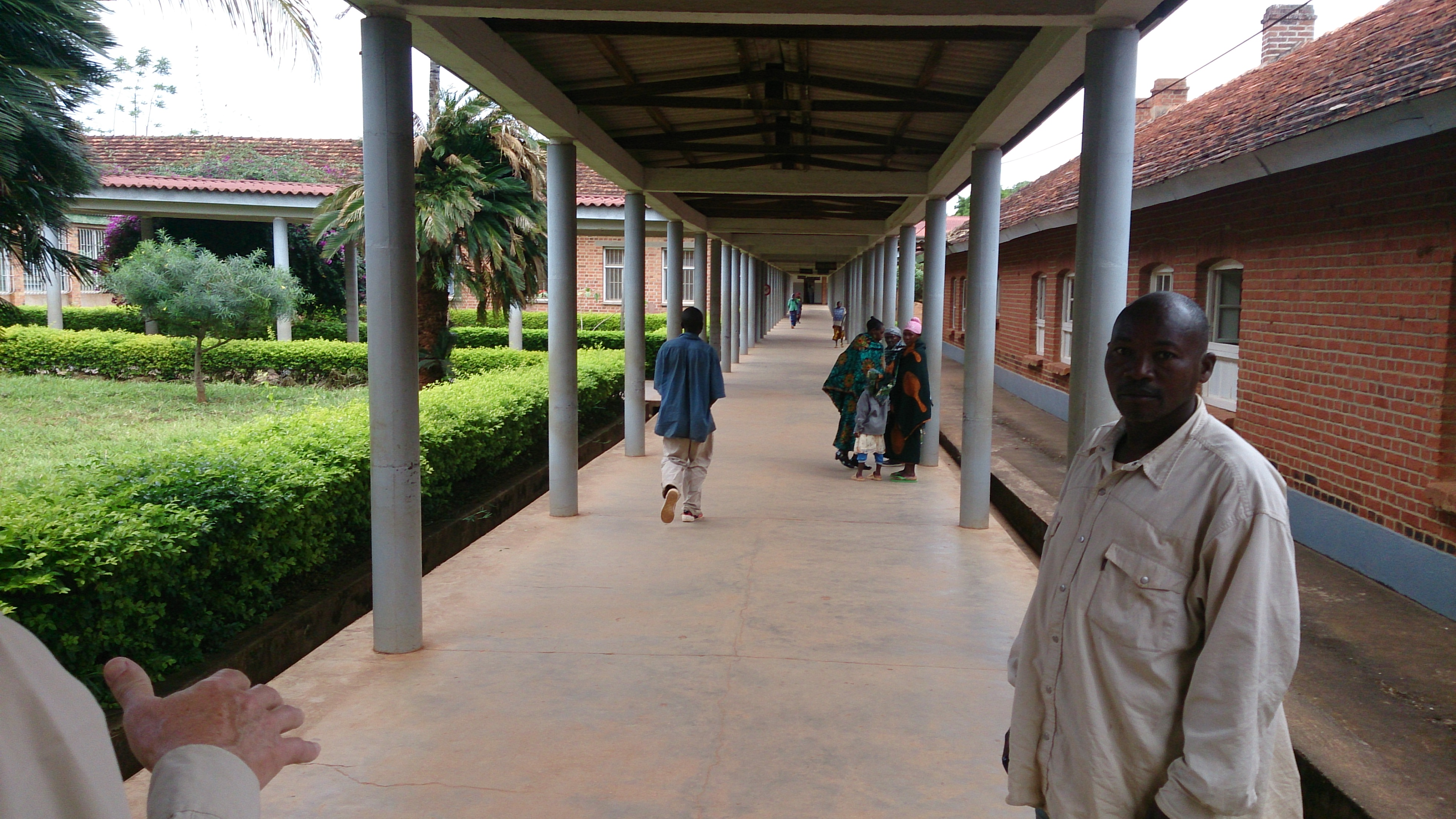
Das Regionalkrankenhaus

- Mpambalyoto
- CCM
- Mahenge
- Mashujaa

## Infrastruktur
- Bildung: Im Bezirk liegen drei weiterführende Schulen.[8] Die Mashujaa Secondary School[9] und die Songea-Girls Secondary School[10] sind beides staatliche Schulen mit einer Ausbildung bis zur 4. Stufe. Die Centenary Secondary School ist eine von der römische katholischen Kirche geführte Schule mit einer Ausbildung bis zum advanced level (grade 12).[11]
- Gesundheit: Im Bezirk liegen das staatliche Regionalkrankenhaus von Ruvuma[12] sowie eine private Poliklinik.[13]
- Verkehr: In Mjini trifft die Nationalstraße T12, die nach Westen zum Malawisee führt, auf die Nationalstraße T6, die nach Norden nach Makambako zur T1 und nach Osten nach Mtwara am Indischen Ozean verläuft.[14]
- Majimaji Memorial Museum: Dieses Museum wurde 2010 als Nationalmuseum eröffnet und ist das einzige Museum in Tansania, das die  Geschichte des Maji-Maji-Widerstands während der deutschen Kolonialzeit präsentiert.[15] Im Jahr 2023 besuchte der deutsche Bundespräsident Steinmeier das Museum.[16]